# Primož Kopač
Primož Kopač (* 25. November 1970 in Žiri) ist ein ehemaliger slowenischer Skispringer.

## Werdegang
Kopač begann seine internationale Karriere bei der Vierschanzentournee 1988/89, bei der er am 30. Dezember 1988 in Oberstdorf zugleich erstmals im Skisprung-Weltcup antrat. Mit jedoch nur einem 42. Platz und auch eher mittelmäßigen Ergebnissen bei den weiteren Springen der Tournee konnte er sich in der Gesamtwertung nicht platzieren. Bei den Junioren-Weltmeisterschaften 1989 im norwegischen Vang gewann er gemeinsam mit seinen jugoslawischen Teamkollegen Goran Janus, Marjan Kropar und Franci Petek die Silbermedaille. Am 3. Dezember 1989 erreichte er in Thunder Bay mit dem 25. Platz im Weltcup das beste Resultat seiner Karriere.
Bei der Vierschanzentournee 1989/90 gelang es ihm nach mehreren Platzierungen im Mittelfeld in der Gesamtwertung den 84. Platz zu erreichen. Dabei war er lediglich in Oberstdorf und Garmisch-Partenkirchen angetreten und über einen 63. Platz nicht hinausgekommen. Auch in der Folgesaison 1991/92 gelangen ihm im Weltcup keine Punktegewinne.
Überraschend gehörte er dennoch zur Mannschaft bei den Olympischen Winterspielen 1992 in Albertville. Im Teamwettbewerb erreichte er gemeinsam mit Samo Gostiša, Franci Petek und Matjaž Zupan den sechsten Platz. Im Einzelspringen von der Normalschanze belegte er als schlechtester seiner Mannschaft Platz 26 und erhielt daher keine Nominierung für das Springen auf der Großschanze. Für ihn wurde der damals 18-Jährige Damjan Fras nominiert. Zum Saisonabschluss sprang er noch einmal im Weltcup in Planica, verpasste dabei aber erneut eine vordere Platzierung.
In der Saison 1992/93 trat er ausschließlich beim Springen in Planica an. Mehr als einen 48. Platz konnte er jedoch nicht erreichen. In der Saison 1993/94 trat er zu keinen Wettbewerben im Weltcup an, bevor er im Dezember 1994 in Planica mit dem 31. Platz nur knapp an den neu eingeführten Punkterängen bis Platz 30 vorbeisprang. Trotz dieses Ergebnis beendete Kopač nach diesem Springen mit nur 24 Jahren seine aktive Skisprungkarriere.

## Erfolge

### Vierschanzentournee-Platzierungen
| Saison  | Platz | Punkte |
| ------- | ----- | ------ |
| 1989/90 | 84.   | 162    |